# Arquitetura neogrega

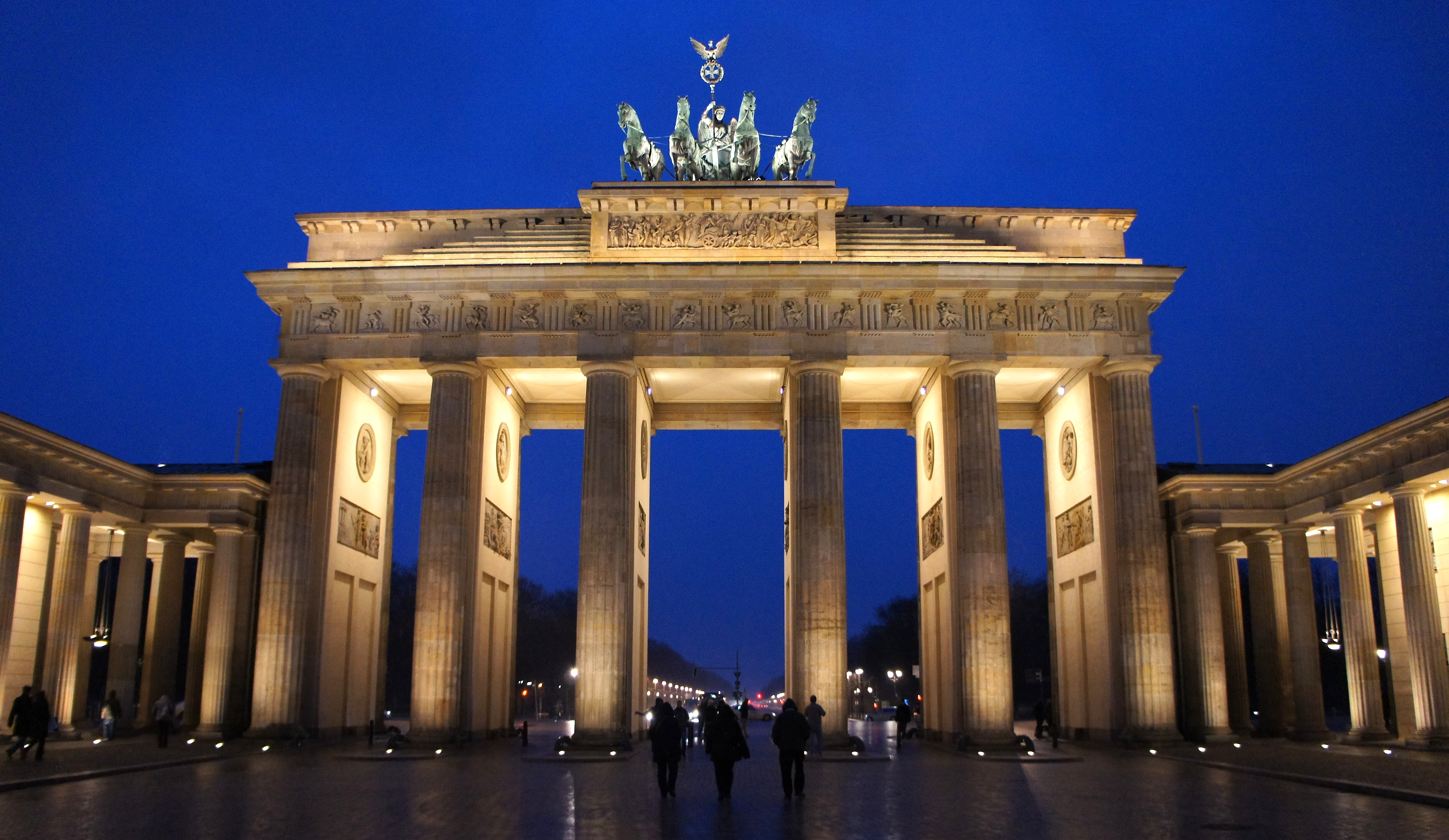
Portão de Brandemburgo em Berlim, Alemanha.

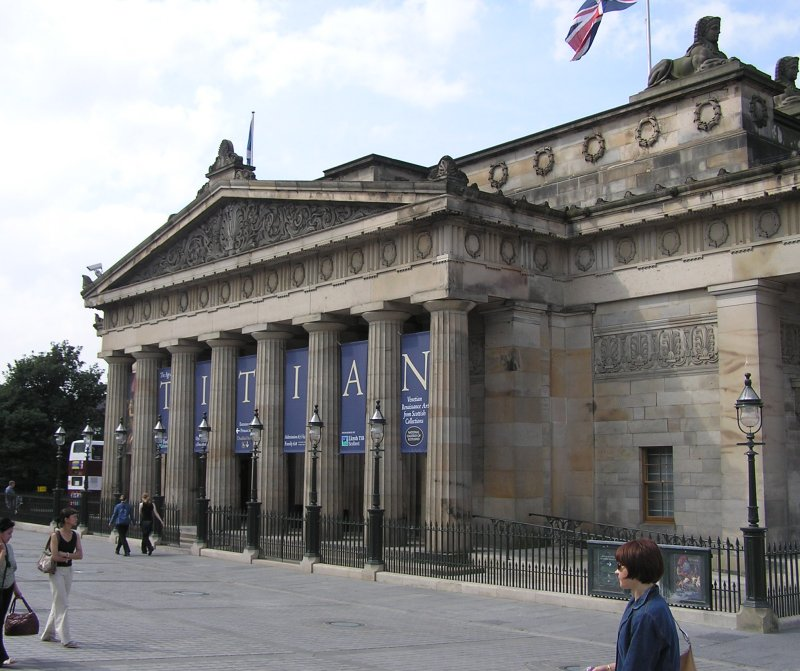
Edifício da Academia Real Escocesa.

A arquitetura neogrega foi um movimento arquitetural do final do século XVIII e do início do século XIX, predominantemente na Europa e nos Estados Unidos. Um produto do helenismo, pode ser visto como a última fase do desenvolvimento da arquitetura neoclássica. O termo "neogrego" foi utilizado pela primeira vez por Charles Robert Cockerell em uma leitura que ele deu como professor de arquitetura para a Academia Real em 1842.

## A redescoberta da arquitectura grega
O conhecimento da arquitectura grega difundiu-se na Europa de forma decisiva apenas por volta de 1750, graças à intensificação das escavações arqueológicas, à redescoberta dos monumentos da Magna Grécia e a publicação de alguns livros como o primeiro volume das Antiguidades de Atenas (1762).
Assim, na segunda metade do século XVIII a arquitectura grega, até então considerada primitiva em relação à arquitectura romana, atinge a sua consagração definitiva, graças também aos projectos de Claude-Nicolas Ledoux e outros que utilizaram elementos estilísticos retirados da arquitetura grega.
O Renascimento Grego estabeleceu-se a partir de 1780 especialmente em França, Grã-Bretanha e Alemanha, embora o período em que a tendência parecia prevalecer sobre outros estilos tenha sido as primeiras décadas do século XIX, quando entre outros, tornou-se popular nos Estados Unidos.

## As elaborações teóricas
A afirmação da arquitectura neo-grega foi precedida e acompanhada de elaborações teóricas e debates culturais. Particularmente crucial para todo o neoclassicismo foi a diferenciação entre aqueles que defendiam a primazia da arquitetura romana, como Giovanni Battista Piranesi e aqueles que aspiravam a um purismo de inspiração grega, como Johann Joachim Winckelmann. A partir desta posição, a arquitectura neo-grega amadureceu como uma das duas almas do neoclassicismo e também a consciência da descontinuidade que o neoclassicismo estava a criar na tradição classicista que remonta ao Renascimento.
A redescoberta da arte grega deve estar relacionada com fenómenos mais gerais da cultura do século XVIII. As obras gregas pareciam severas e essenciais, aulicas e representativas pelas suas proporções, longe do decorativismo barroco, adequadas para representar a renovação cultural do Iluminismo e o desejo, presente sobretudo na cultura francesa, de renovar a disciplica arquitectónica em bases científicas, racionais e funcionalistas.

## Neodórico

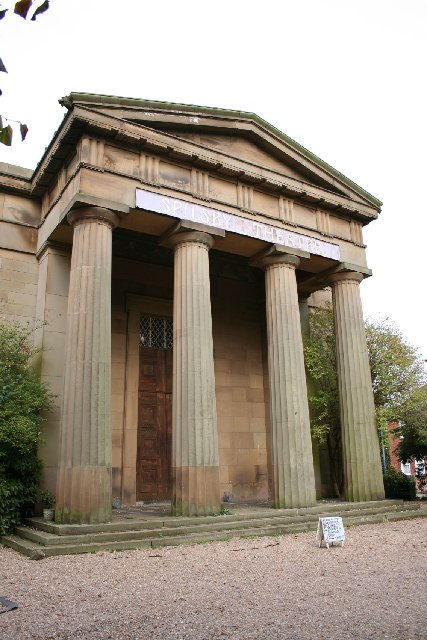
Teatro Spilsby, 1824

A arquitectura neo-grega (e em geral toda a arquitectura neoclássica) caracteriza-se por um certo afastamento da arquitectura e dos sistemas construtivos romanos antigos das arquivoltas e pela imitação de modelos de arquitraves originários de Arquitetura grega. Nesta lógica, encontrou particular interesse a arcaica ordem dórica, considerada a origem de toda a arquitetura grega.
Esta redescoberta amadureceu lentamente a partir do final do século XVII, até se manifestar na segunda metade do século XVIII e teve como elemento central o interesse de arquitectos, estudiosos e artistas europeus pelos templos gregos do sul de Itália, quase todos dóricos, que foram “redescobertos” depois de terem estado completamente ausentes, durante muitos séculos, do panorama cultural. Este interesse foi inicialmente  adoptado por Paestum cujos monumentos foram estudados pela primeira vez por Jacques Germain Soufflot e cuja fama se espalhou pela Europa graças às gravuras de Giovanni Battista Piranesi. Posteriormente começaram a difundir-se, graças também aos escritos de Johann Joachim Winckelmann, também a fama e as imagens dos templos sicilianos. Assim, vindos de França, Alemanha e Inglaterra, um grande número de arquitectos e viajantes vieram visitar Paestum, Selinunte e Agrigento que se tornaram etapas importantes do Grand Tour. Por isso, chegaram à Sicília, limitando-se aos arquitetos, Léon Dufourny, Jakob Ignaz Hittorff, Leo von Klenze, Karl Friedrich Schinkel, Friedrich Wilhelm Ludwig Stier. Por outro lado, o conhecimento directo da arquitectura da Hélade avançou mais lentamente, apesar do grande interesse demonstrado pela cultura europeia no Pártenon. Isto porque a Grécia era, no século XVIII, ainda uma possessão otomana e, por isso, de difícil acesso.
A poderosa imagem do dórico arcaico, sem base, com o fuste das colunas escalonado, afilado e insuflado pelo entasis e pelo capitel primitivo, começou a afirmar-se, com grande variedade e liberdade de interpretação, nos projetos e criações de vários arquitetos entre os séculos XVIII e XIX e nas teorizações de intelectuais, superando a aversão geral dos séculos anteriores.
Particularmente Marc-Antoine Laugier reconheceu no dórico arcaico os traços da origem da madeira da ordem e, portanto, o princípio de toda a arquitectura.
Piranesi, erradamente, atribuiu a sua origem à ordem toscana dos Etruscos, atribuindo-lhe, porém, grande importância.
Claude-Nicolas Ledoux e John Soane, viram na simplificação e severidade do dórico a ferramenta para implementar uma arquitectura de volumes, desligada das regras académicas, fazendo com que se tornasse, talvez inconscientemente , etapa para uma arquitetura sem ordens.
Este significado do Dórico, como a simplificação máxima do sistema de ordens, teve aplicações mesmo após o período neoclássico: por exemplo na obra de Adolf Loos, na arquitetura do Nacional Socialismo e em algumas obras de pós-modernismo do final do século XX.

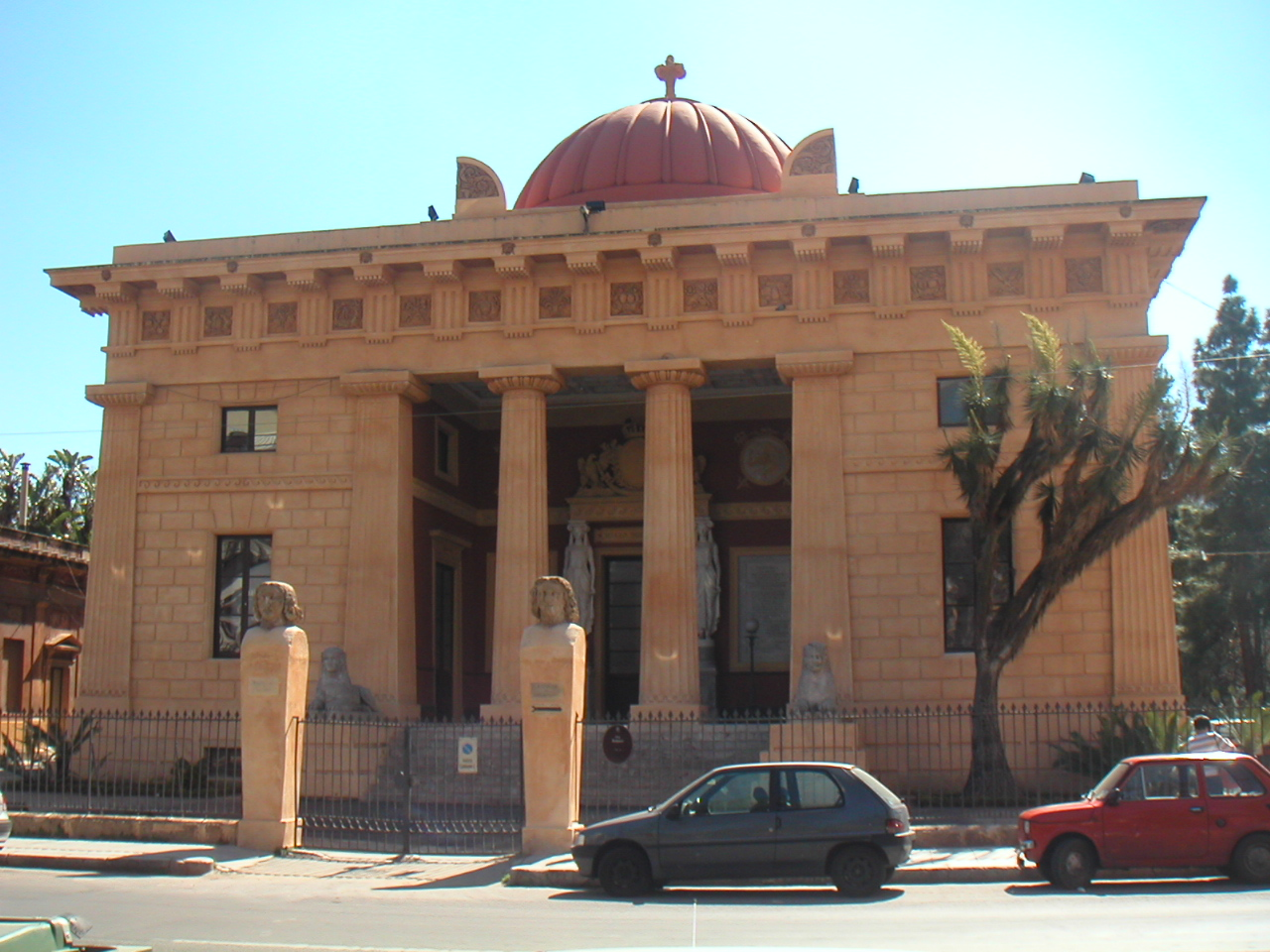
Jardim Botânico de Palermo, um dos primeiros exemplos de neodórico em Itália
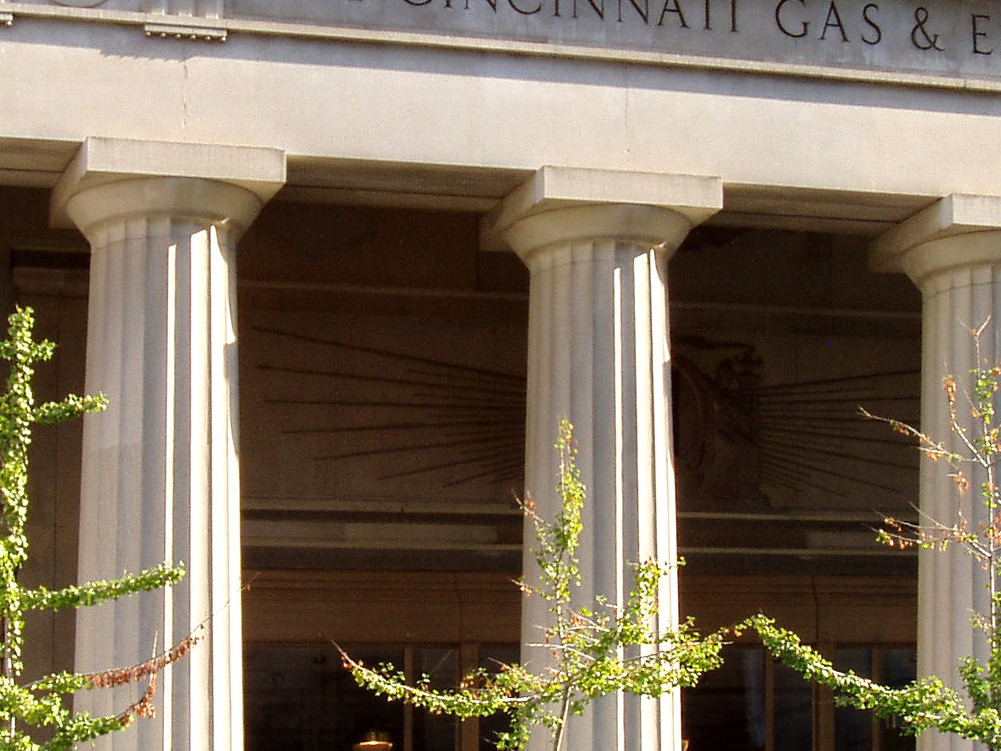
Edifício Cinergy em Cincinnati